# Pie donne al sepolcro
Pie donne al sepolcro  è un dipinto di Annibale Carracci. È noto anche come le Tre Marie al sepolcro o semplicemente le Tre Marie.

## Storia
Dell'origine del dipinto e dei primi passaggi di proprietà che lo hanno riguardato dà un puntuale resoconto Carlo Cesare Malvasia, il quale ci informa che al momento della redazione della Felsina Pittrice (1678) la tela si trovava: «In Napoli. Presso il Signor Duca della Torre, nipote del Signor Cardinale Filomarino, Arcivescovo di quella Città, il famoso quadro detto comunemente delle tre Marie; cioè le stesse che ritrovano il graziosissimo Angelo in vestimentis ablis al monumento, pittura inarrivabile, fatta da Annibale al  suo tanto diletto paesano, l'antiquario Pasqualini, da questi passato per eredità a Monsig. Agucchi e dopo la morte del Prelato e Nunzio  di Venezia al Sig. Cardinale suddetto, che rifiutò talvolta tre apparati di [a]razzi da camera fattigli offerire dal Re di Inghilterra».
I duchi della Torre alienarono a loro volta il quadro, che dopo vari altri passaggi (compreso uno nelle mani di Luciano Bonaparte), venne definitivamente acquistato, nel 1836, dal Museo dell'Ermitage.
Il committente dell'opera, Lelio Pasqualini (1549-1611) –  bolognese trasferitosi a Roma, dove era canonico di Santa Maria Maggiore – possedeva una delle più notevoli collezioni antiquarie del tempo, citata da varie fonti seicentesche.

## Descrizione e stile

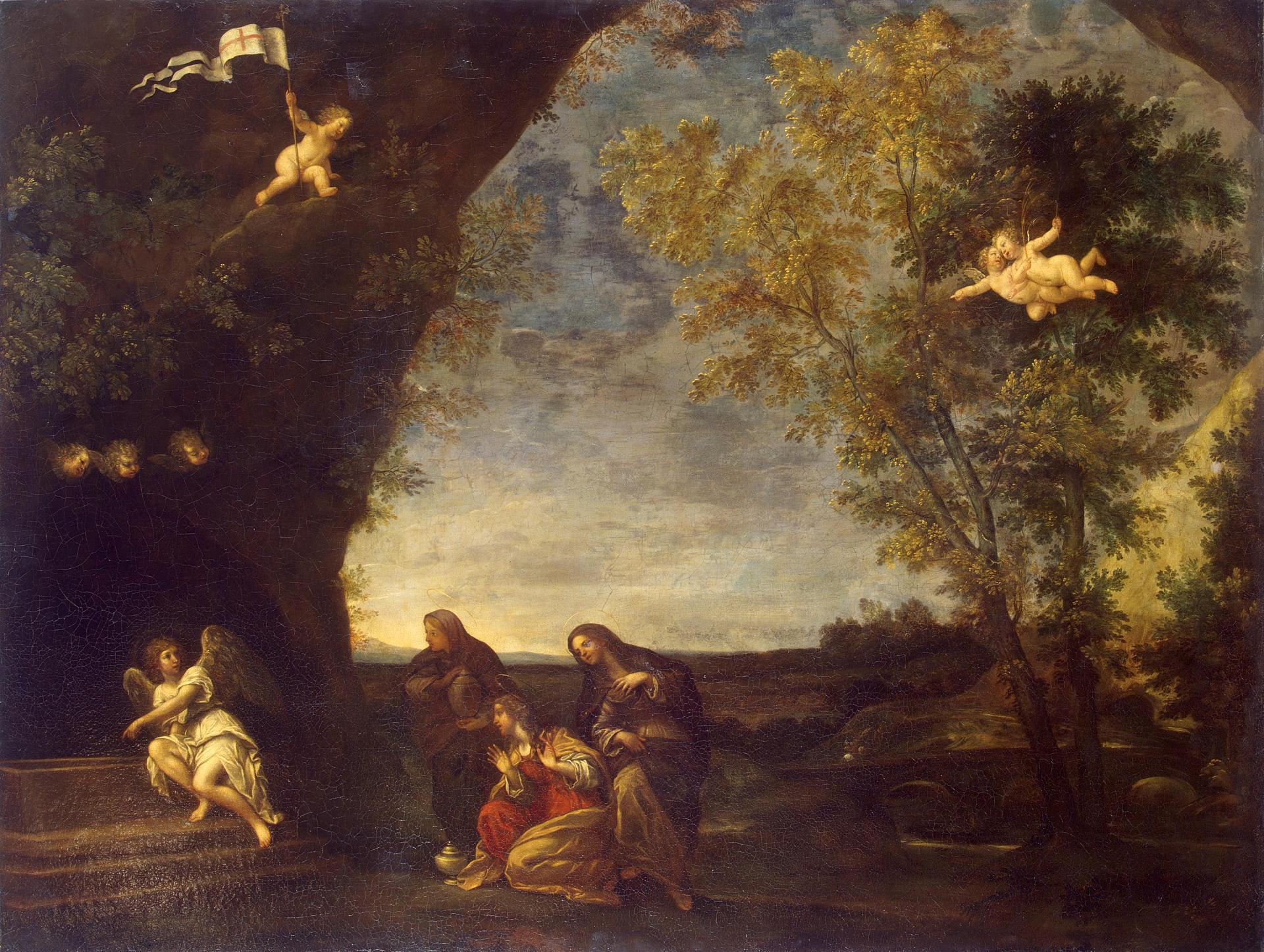
Francesco Albani, Pie donne al sepolcro, 1604-1605, San Pietroburgo, Ermitage

Il dipinto è dedicato ad un tema, quello delle Marie che all'alba del terzo giorno dalla Crocifissione si recano al sepolcro per ungere il corpo di Cristo, assai raro al tempo di Annibale (mentre era ricorrente nella pittura di epoche antecedenti). È stato ipotizzato che l'inusuale scelta iconografica possa essere connessa alle passioni antiquarie di Lelio Pasqualini.
Le Pie donne dell’Ermitage è considerato uno degli esiti più alti dell’assimilazione da parte di Annibale degli stimoli artistici romani, il cui sviluppo si coglie nei celeberrimi affreschi della volta della Galleria Farnese. Per questa ragione la tela di San Pietroburgo è generalmente datata ad un momento prossimo a quello di conclusione della Volta farnesiana, cioè al 1600 ca..
La scultura antica e Raffaello – in particolare i cartoni degli arazzi vaticani di quest'ultimo – sono i riferimenti più diretti seguiti in quest'occasione dal Carracci.
Nella tela di San Pietroburgo le figure statuarie delle Marie e dell'angelo occupano solidamente lo spazio pittorico. Le loro pose e i loro gesti coordinati danno vita un efficacissimo equilibrio ritmico di pesi e contrappesi e determinano un effetto di sospensione che isola il momento topico dell'annuncio della Resurrezione.

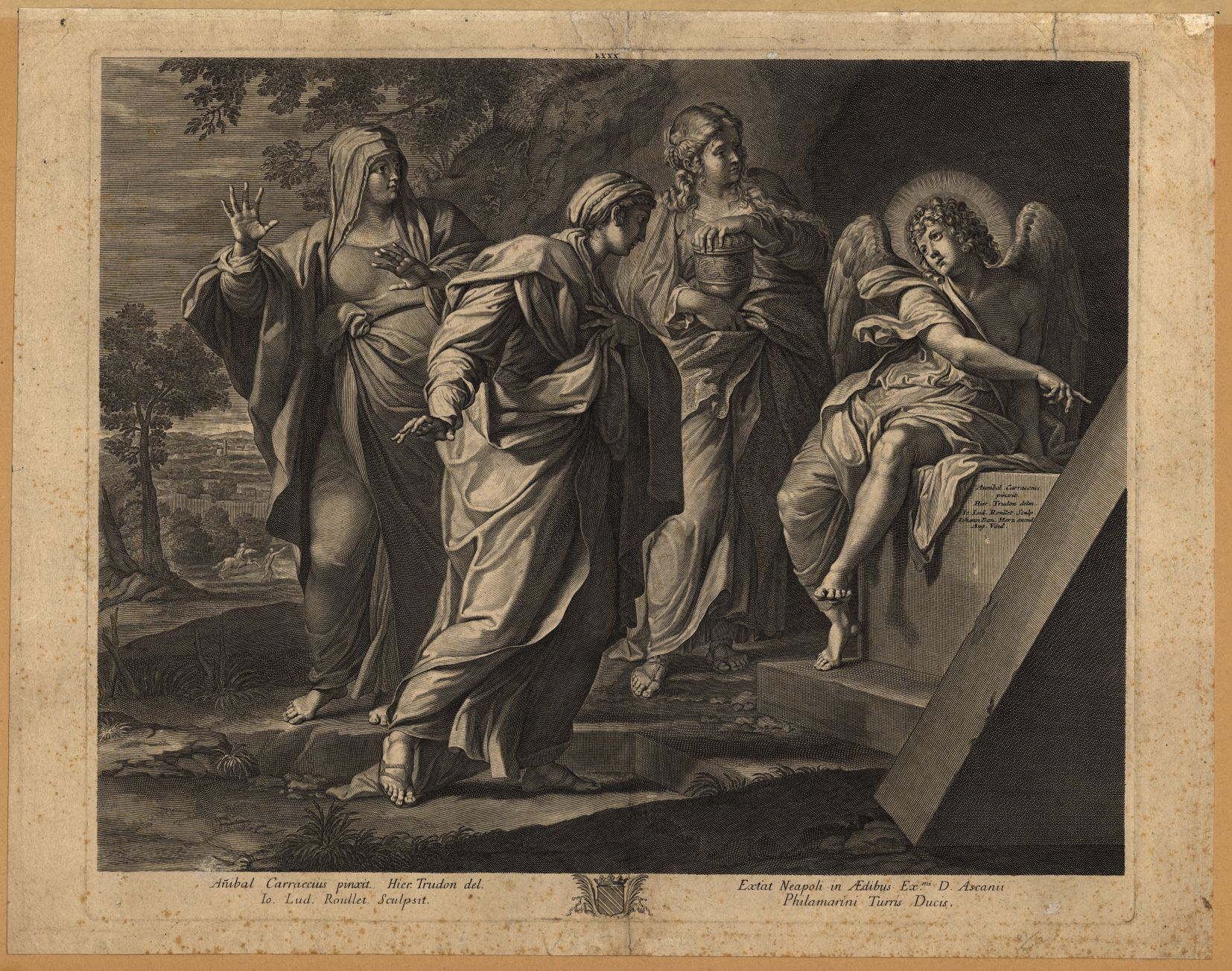
L'incisione di Jean-Louis Roullet, 1680-1695

La penombra dell'aurora avvolge i volti delle Marie, la cui reazione al miracolo è descritta dal loro gestire e non dalle espressioni del viso. La semioscurità della scena è interrotta solo dal candore della veste dell'angelo che indica la tomba vuota.
Il sepolcro in scorcio, su cui siede l'angelo, e il lastrone tombale, in primissimo piano a destra, accentuano la profondità del dipinto. Chiude la composizione un bellissimo brano di paesaggio sulla sinistra.
Le tante incisioni - tra le quali si segnala quella del francese Jean-Louis Roullet - copie e derivazioni note, compresa quella dell'allievo di Annibale Francesco Albani (dipinto anch'esso all'Ermitage), confermano le parole del Malvasia circa la notorietà e l'apprezzamento («pittura inarrivabile») delle Pie donne al sepolcro.
Pur opera tipica dello stile romano di Annibale, si coglie nelle Pie donne un nesso con un suo dipinto giovanile: l'abbigliamento in rosso ed oro della Maddalena (in secondo piano al centro, mentre regge il vaso degli ungenti) è quasi identico a quello della figura della Buona Fortuna (o Felicitas) che compare nell'Allegoria della Verità e del Tempo di Hampton Court, realizzato circa quindici anni prima.